# Praia da Feteira

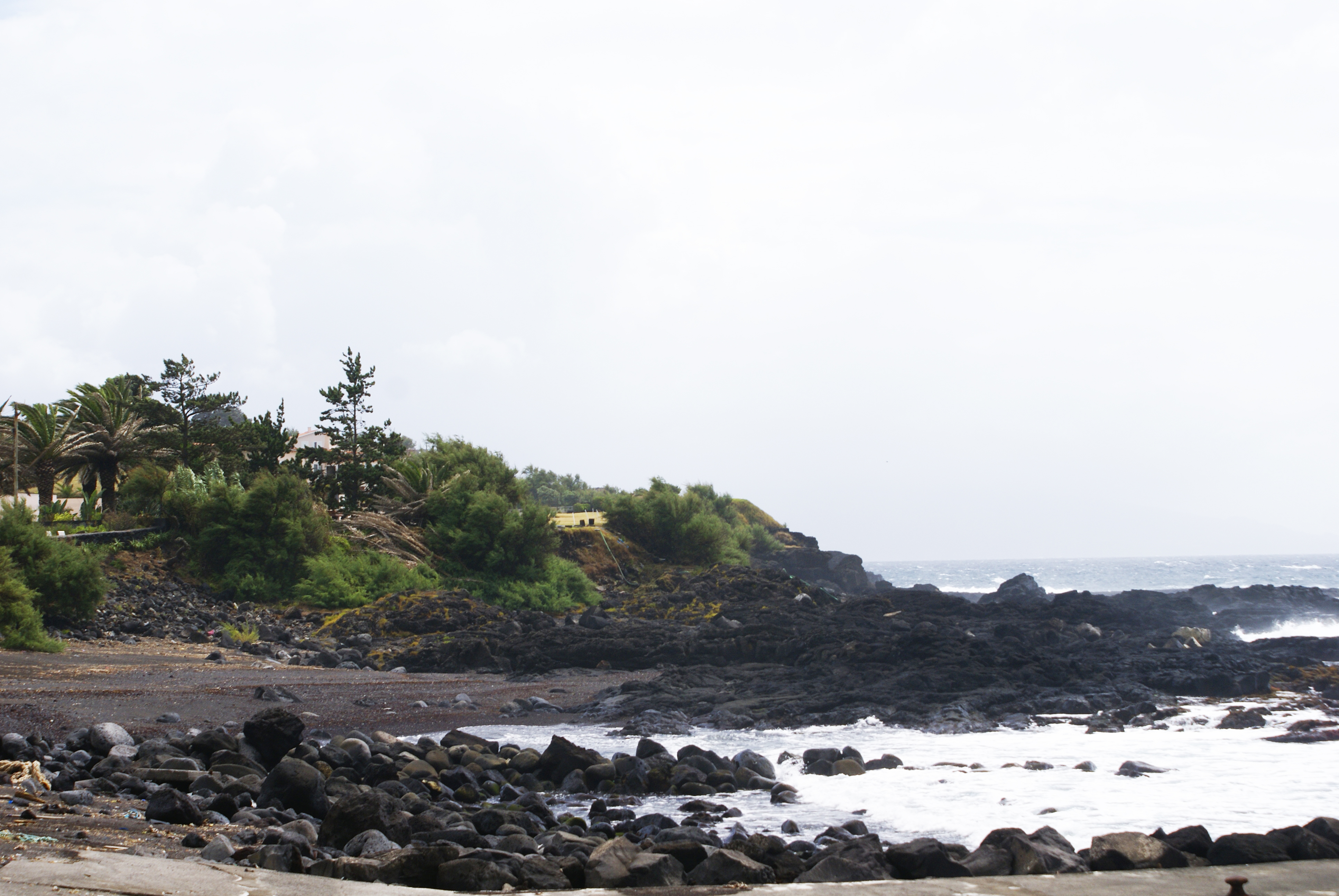
Praia da Feteira, vista parcial.

A Praia da Feteira é uma praia localizada na freguesia da Feteira, concelho da Horta, ilha do Faial arquipélago dos Açores.
Esta praia apresenta-se com um areal de areia castanha clara de pequena dimensão, mas com um enquanto muito próprio. A sua origem marcadamente vulcânica está visível nos corrimentos de lava negra que penetram mar a dentro.
Fica próxima à Igreja ao Divino Espírito Santo da Feteira e do Império do Divino Espírito Santo da Caridade da Feteira e ao lado de um parque de campismo e piqueniques pelo que no Verão é bastante frequentada pelos banhistas.